# Wedemeyer Rocks
Die Wedemeyer Rocks sind eine Gruppe aus Felsvorsprüngen im westantarktischen Marie-Byrd-Land. In der Flood Range ragen sie nahe der Basis des Westhangs von Mount Berlin auf.
Der United States Geological Survey kartierte sie anhand eigener Vermessungen und Luftaufnahmen der United States Navy aus den Jahren von 1959 bis 1966. Das Advisory Committee on Antarctic Names benannte sie 1974 nach Charles H. Wedemeyer, Baumechaniker einer gemeinsamen Mannschaft der United States Army und United States Navy, die 1956 von der Station Little America V aus als Pioniertrupp vorbereitende Arbeiten zur Errichtung der Byrd-Station geleistet hatte.